# Îlet de la Voûte
L'îlet de la Voûte est un îlet inhabité situé dans le Grand Cul-de-sac marin, appartenant administrativement à Morne-à-l'Eau en Guadeloupe.

## Géographie
Constitué de mangroves, situé à 50 m au nord de l'îlet Duberran, il s'étend sur environ 67 m de longueur pour une largeur approximative de 50 m. 